# 山东省文物保护单位

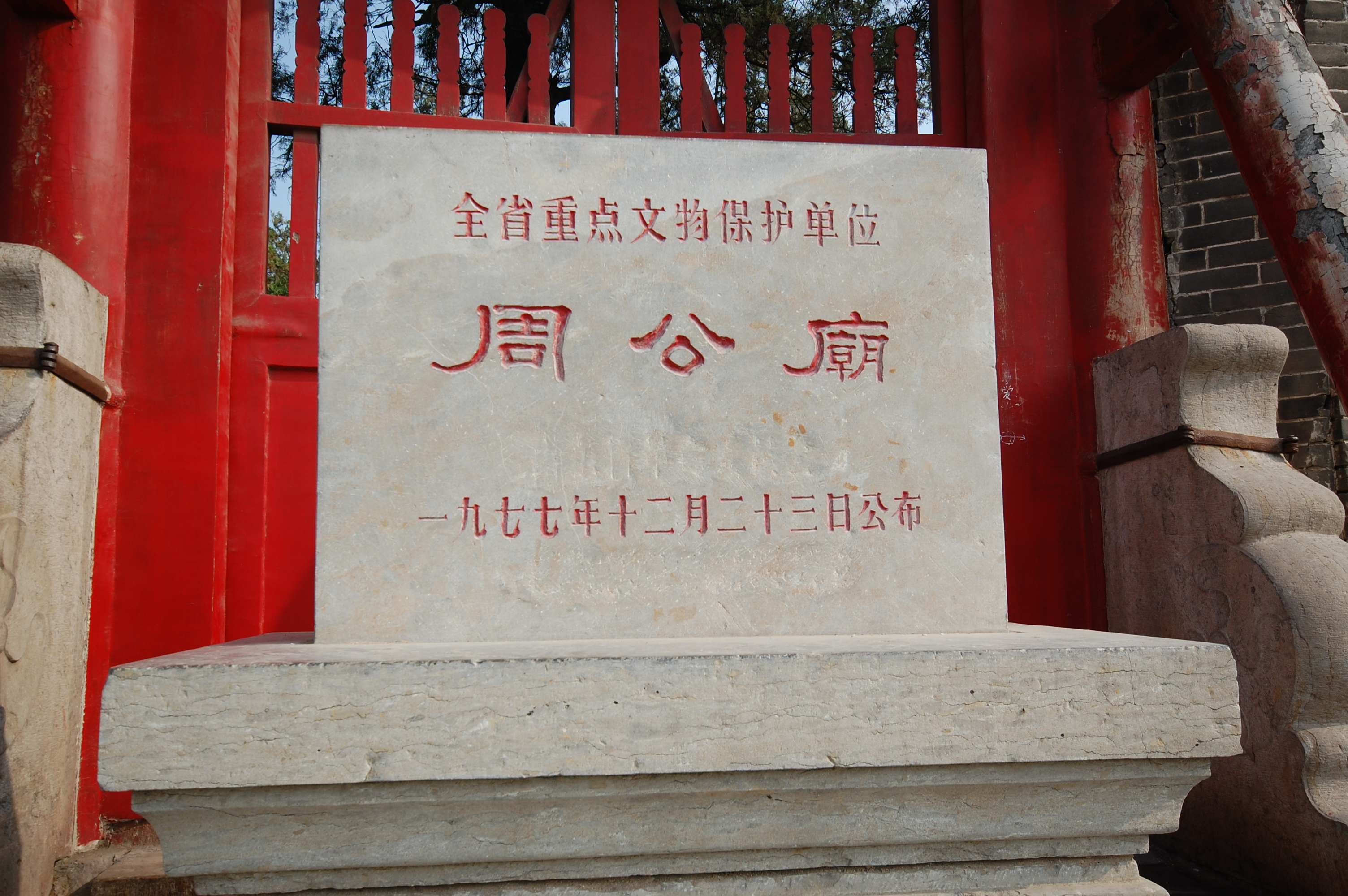
山东省文物保护单位标识碑

山东省文物保护单位，是由中华人民共和国山东省文物局提出，报山东省政府批准备案，正式对外公布并竖立标志的山东省省级文物保护单位。目前已经公布了6批。
- 第一批：1956年7月12日由山东省人民委员会公布，共1629处[1]
- 重新公布第一批：1977年12月23日由山东省革命委员会重新公布，共146处，包括：[2][3]
  - 革命遗址及革命纪念建筑物（29处）
    - 1980年10月21日，山东省人民政府撤销其中1项（康生故居）

  - 石窟寺、造像及石刻（8处）
  - 古建筑及历史纪念建筑物（26处）
  - 古遗址（52处）
  - 古墓葬（31处）
- 第二批：1992年6月12日由山东省人民政府公布，共251处，包括：[4][5]
  - 革命遗址及革命纪念建筑物（11处）
  - 石窟寺及石刻（16处）
  - 古建筑及历史纪念建筑（52处）
  - 古遗址（137处）
  - 古墓葬（35处）
- 第三批：2006年12月7日由山东省人民政府公布，共290处，包括：[6][7]
  - 古遗址（97处）
  - 古墓葬（30处）
  - 古建筑（99处）
  - 石窟寺及石刻（11处）
  - 近现代重要史迹及代表性建筑（53处）
- 第四批：2013年10月10日由山东省人民政府公布，共606处，包括：[8][9]
  - 古遗址（190处）
  - 古墓葬（74处）
  - 古建筑（146处）
  - 石窟寺及石刻（23处）
  - 近现代重要史迹及代表性建筑（124处）
  - 其他（49处）
- 第五批：2015年6月23日由山东省人民政府公布，共418处，包括：[10][11]
  - 抗战遗址、纪念设施（77处）
  - 古遗址（124处）
  - 古墓葬（34处）
  - 古建筑（84处）
  - 石窟寺及石刻（5处）
  - 近现代重要史迹及代表性建筑（85处）
  - 其他（9处）
- 第六批：2022年1月14日由山东省人民政府公布，共257处，包括：[12]
  - 古遗址（39处）
  - 古墓葬（21处）
  - 古建筑（85处）
  - 石窟寺及石刻（6处）
  - 近现代重要史迹及代表性建筑（106处）

## 列表
本表列举了各地级市的省级文物保护单位，不包括后来成为全国重点文物保护单位的文物。
索引：济南市（已更新至第六批）、青岛市、淄博市、枣庄市、东营市、烟台市、潍坊市、济宁市、泰安市、威海市、日照市（已更新至第四批）、莱芜市、临沂市、德州市、聊城市、滨州市、菏泽市